# Parathyma seitzi
Parathyma seitzi är en fjärilsart som beskrevs av Hans Fruhstorfer 1906. Parathyma seitzi ingår i släktet Parathyma och familjen praktfjärilar. Inga underarter finns listade i Catalogue of Life.